# Eremobina
Eremobina là một chi bướm đêm thuộc họ Noctuidae.

## Loài
- Eremobina claudens (Walker, 1857) (đồng nghĩa: Eremobina albertina (Hampson, 1908), Eremobina hillii (Grote, 1876), Eremobina hanhami (Barnes & Benjamin, 1924)
- Eremobina leucoscelis (Grote, 1874) (đồng nghĩa: Eremobina jocasta (Smith, 1900), Eremobina fibulata (Morrison, 1874))
- Eremobina pabulatricula (Brahm, 1791)
- Eremobina unicincta (Smith, 1902)